# Berthe Morisot med en buket violer
Berthe Morisot med en buket violer (fransk: Berthe Morisot au bouquet de violettes) er et maleri af maleren Édouard Manet fra 1872. Maleriet forestiller kunstnerens fremtidige svigerinde Berthe Morisot, som selv var maler, som giftede sig med hans bror Eugène Manet i 1874.
Den unge kvinde, der holder en buket violer, er malet i en særegen blanding af lys og skygge, der giver maleriet en særlig stemning. 
Paul Valéry mente at det var Manets mest vellykkede maleri.